# Журавлёв, Степан Михайлович
Степан Михайлович Журавлёв (1913—1948) — лейтенант Рабоче-крестьянской Красной Армии, участник советско-финской и Великой Отечественной войн, Герой Советского Союза (1940).

## Биография
Степан Михайлович Журавлёв родился 21 июля 1913 года в деревне Загорье (ныне — Дубровский район Брянской области). Получил неполное среднее образование, после чего работал в колхозе. В 1934 году Журавлёв был призван на службу в Рабоче-крестьянскую Красную Армию. В 1937 году он окончил Киевское артиллерийское училище. Участвовал в советско-финской войне, будучи командиром артиллерийской батареи 513-го стрелкового полка 113-й стрелковой дивизии 7-й армии Северо-Западного фронта.
Во время отражения финской контратаки Журавлёв остался один из орудия, но продолжал вести огонь в одиночку, а когда финские солдаты прорвались на его позицию, он вступил с ними в рукопашную схватку, убив нескольких из них.
Указом Президиума Верховного Совета СССР от 11 апреля 1940 года за «образцовое выполнение боевых заданий командования на фронте борьбы с финской белогвардейщиной и проявленные при этом отвагу и геройство» лейтенант Степан Журавлёв был удостоен высокого звания Героя Советского Союза с вручением ордена Ленина и медали «Золотая Звезда» за номером 482.
На 22.06.1941 был командиром батареи 513 стрелкового полка 113-й стрелковой дивизии. При отступлении, очевидно, попал в состав 44 стрелкового полка также отступавшей 42-й стрелковой дивизии, и возглавил артиллерию полка. Скорее всего участвовал в составе 42 стрелковой дивизии в Киевском сражении и попал в плен 23.09.1941 под Лубней. Находясь в лагере для военнопленных, он входил в подпольную антифашистскую организацию. После освобождения в 1944 году из плена Журавлёв вернулся на родину, позднее переехал в Пензу.

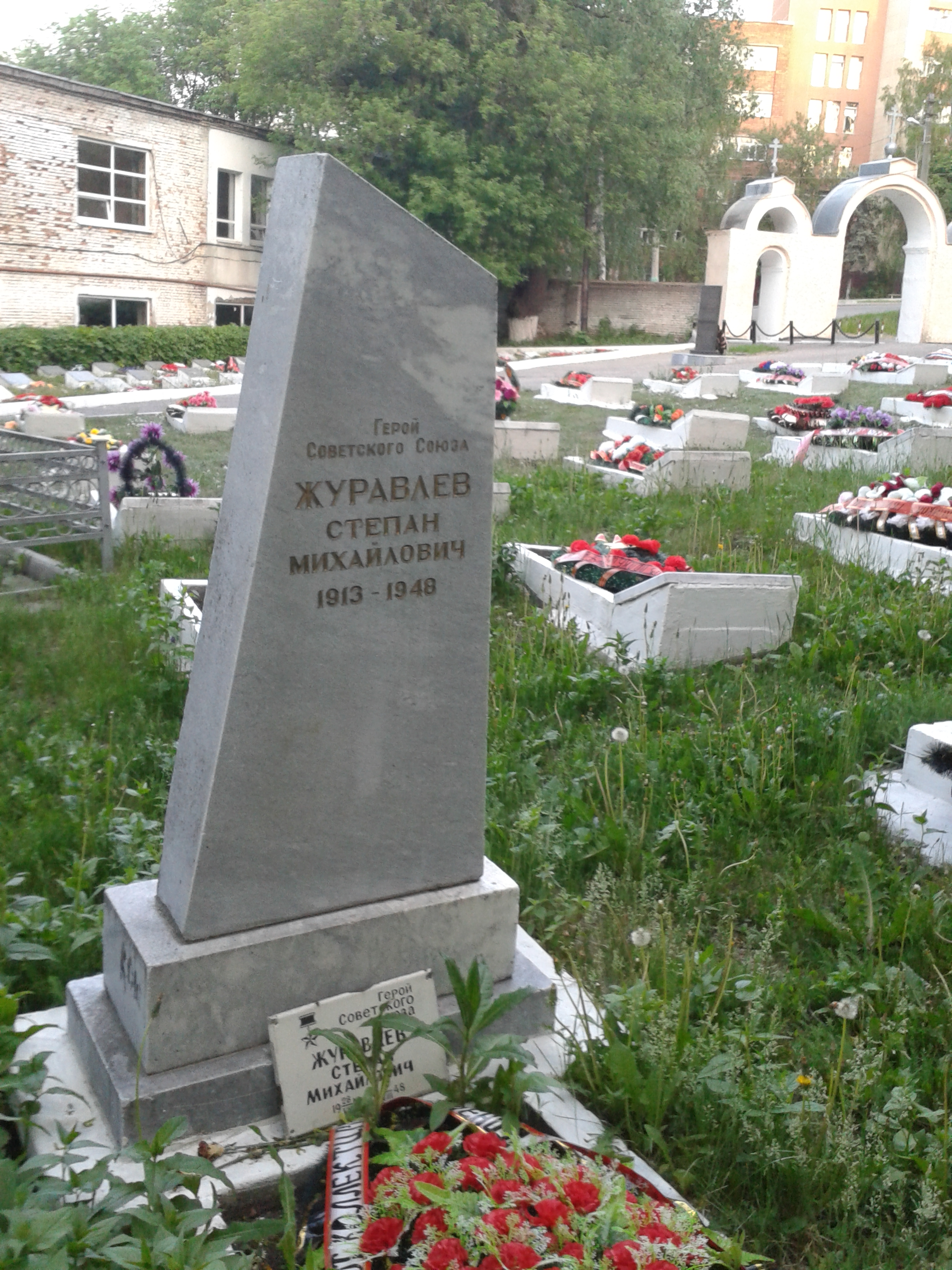
Могила на Мироносицком кладбище Пензы

Умер в 1948 году, похоронен в Пензе на Мироносицком кладбище города.

## Награды
Был также награждён орденом Красного Знамени и медалью.